# 愛爾蘭華人
愛爾蘭華人是指居住在愛爾蘭共和國的华人，不管其国籍为何。而国籍为爱尔兰的华人则称为华裔爱尔兰人。2016年爱尔兰华人的人口數量為19,447人，佔愛爾蘭人口总数的0.4％。

## 人口統計
根據《衛報》2004年的一篇文章顯示，愛爾蘭共有6.5萬名合法居留的華人工作者，其中一半居住在都柏林。當中有4000人居住在都柏林斯密斯菲尔德地區。

## 觀光
在2015年，有4萬中國公民至愛爾蘭旅遊，比2014年增長了10％。